# Jeu de rôle sur table au Québec
La pratique du jeu de rôle sur table au Québec est attestée dès le début des années 1980. La pratique de ce passe-temps a connu un fort succès dans les années 1990 avec de nombreuses associations et publications d'auteurs québécois. Depuis les années 2010, ce loisir est étudié par des chercheurs universitaires québécois.

## Historique
En 1986, il semble que la vigueur de la communauté anglophone autour de jeux de rôles comme AD&D, Champions ou Call of Cthulhu soit plus développée que le côté francophone, probablement à cause du manque de productions accessibles en français. Les participants tentent de mettre l'accent sur le "role-playing" dans un but de jeu de personnage et d'immersion et non pas dans un but de wargame. Une « grosse effervescence existe dans la plupart des Cegep et polyvalantes » avec une vie associative inter-club et l'AQJS qui fédère tout le monde. En 1986, le club de jeu de rôle du Cegep Maisonneuve est le plus important club étudiant avec 86 membres internes, 32 membres externes, 2 locaux et 2000$ de budget. 

### Associations et clubs
L'A.Q.J.S. (Association québécoise des joueurs de simulation) a été créée en 1981 et elle a regroupé jusqu'à 600 membres de Montréal, Québec et Trois-Rivières (1989). Elle était principalement constituée de joueurs de jeux de rôle, mais aussi de jeux grandeur nature, de jeux de plateau et de wargames. Elle adhéra à la Fédération québécoise des jeux récréatifs en 1982 et disparut en 1999.
La page à Melkor, mise en ligne en 1996, est la création de Richard Labrecque. Ce répertoire, calendrier et forum de discussion regroupe les associations et clubs de jeu de rôle du Québec. Philippe Gamache en est le webmestre depuis 2000.
Il existe de nombreux clubs de jeu de rôle dans les cégep et les universités du Québec. Le club de jeu de rôle et de stratégie Les Catacombes du Cégép de l'Abitibi-Témiscamingue est actif depuis 1984. Le club détient une importante bibliothèque de jeu avec un système de prêt pour les membres. Le club organise chaque année une série d'activités sous forme de 24 heures ou 48 heures de jeu. À Saint-Hyacinthe, il existe un club de jeu de rôle et de stratégie nommé Le Dragon d'argent. Ce club, en plus d'offrir une collection de jeux de toutes sortes, a pour particularité d'organiser des tournois de Magic : L'Assemblée et des tournois libres de trollball dans le gymnase.

### Boutiques spécialisées
Les boutiques spécialisées sont des relais importants pour la distribution des produits et pour la socialisation autour du jeu de rôle sur table, surtout dans les années 1980 et 1990, avant l'arrivée d'Internet.
La première boutique spécialisée dans la vente de jeux de rôle au Québec est Le Valet d'Cœur, fondée en 1981 à Montréal par Ted Adachi et Dany Gagnon. D'abord située au coin Berri et Marie-Anne, elle a ensuite connu plusieurs déménagements avant de se fixer à son emplacement actuel, Rue Saint-Denis, au sud de l'Avenue du Mont-Royal, vers 1991,. Avec Valet Distribution, le magasin est ensuite devenu un distributeur de jeux pour le Québec.
L'expression des « deux solitudes » qualifie la séparation des univers culturels francophones et anglophones. À ce sujet, il est intéressant de noter que si cela a été le cas pour les librairies et les bibliothèques dans les années 80 et 90, cela n'a pas été le cas pour les boutiques de jeux de rôle qui mélangeaient leurs rayonnages de jeux dans les deux langues.

### Conventions
En 1996, le Salon des jeux de rôle et de l'art médiéval a eu lieu du 5 au 7 mai 1996, à la Place Bonaventure, Montréal.
Le festival Draconis est le plus grand festival au Québec dédié au jeu de rôle. Démarré en 2017 dans le cadre du festival Montréal Joue, il est maintenant indépendant depuis 2020. Il se déroule pendant une fin de semaine complète (vendredi soir, samedi et dimanche) pendant la semaine de relâche scolaire au cégep du Vieux Montréal. Il s'est déroulé en ligne pendant la pandémie, allant chercher des rôlistes de toute la francophonie. Depuis 2022, deux éditions son tenues chaque année, une en ligne pendant l'hiver et en présentiel au Cégep en octobre. L'édition en personne accueille entre 300 et 400 rôlistes et commerçants chaque année.
De nombreux autres événements incluent des sections pour les Jeux de rôle. On peut noter entre autres le ComicCon de Montréal, Otakuthon, Le Salon du Jeu de Société de Montréal, le Montreal Expo Gaming Area (MEGA), Samedi d'Jouer, et le Montreal Geek-it.
Depuis les années 2010, de nombreuses activités d'initiation aux jeux de rôle sont proposées dans les bar à jeux (ou pubs ludiques), comme les Journées d'Initiation de la Récréation, ou les journées d'introduction à L'Abyss.

### Expositions
En 2018, la Bibliothèque des lettres et sciences humaines et la Bibliothèque de l'Aménagement ont accueilli l'exposition « Donjons & Données probantes ». Organisée par Sébastien Savard, elle illustre l'étude universitaire du jeu de rôle sur table : comment les articles scientifiques ont répondu aux paniques morales des années 1980, le jeu de rôle et la culture du do-it-yourself, la reconnaissance des premiers auteurs de jeu de rôle avant D&D, les améliorations de design de jeu au cours du temps, etc.

### Périodiques
Le fanzine Hexagone, créé en 1985, a connu au moins 3 numéros. Il était le bulletin de l'association montréalaise A.Q.J.S. L'équipe de rédaction se composait de Louis Délisle (président), Dominique Bélisle, Gabriel Montreuil, Nathalie Lacasse, Germain Lepage et Jean-Pierre Pednault. Il comportait des articles en français et en anglais.
La revue Mandragore est le premier magazine québécois consacré aux jeux de rôle. Ce bimensuel était financé principalement par Denis Cousineau et imprimé par Mario Tardif assisté d'Éric Filion sur la presse d'un journal militant, ce journal, principalement écrit par les membres du comité de rédaction formés entre autres d'étudiants du collège Maisonneuve et de l'Université de Montréal, portait sur différents aspects des jeux de rôles, en proposant des campagnes, des plans de donjons et des règles maison pour plusieurs jeux. Les articles étaient accompagnés d'images originales, dont une bonne partie a été dessinée par Lucie Lamarche. Seulement quatre volumes ont été publiés.

### Multimédias

#### Films et courts-métrages
La Bataille de Farador est un court métrage d'Édouard Albernhe-Tremblay (dit Eddie 69). Il s'agit d'un épisode d'une série humoristique intitulée Tom et ses Chums constituée de petits films amateurs réalisés en autodidacte. L'épisode de Farador a gagné de nombreux prix et il cumule plus de deux millions de visionnements sur le web. Il raconte les mésaventures de « Gardakan le paladin niveau 66 » (Thierry Bouffard) et de « Mordak l’archimage niveau 57 » (Louis Blackburn). Édouard Albernhe-Tremblay a lui-même adapté en 2023 La bataille de Farador en un long métrage intitulé simplement Farador.

#### Prestations devant public «Es-tu game?»
De 2016 à 2018, des prestations devant public de Donjons et Dragons 5e édition ont été enregistrées au pub ludique Le Randolph de Montréal. «Dans le Donjon d’Es-tu Game» est composé de membres du groupe de Youtubers Es-tu Game? (Pierre-Louis Renaud, Benjamin Déziel, Raphaël Lacaille), du groupe d’humoristes Les Appendices (Dave Bélisle, Julien Corriveau, Jean-François Provençal), ainsi qu’un à trois artistes-invités différents à chaque épisode. L’épisode final a été tourné le 30 septembre 2018.
Es-tu Game? a tenu deux prestations spéciales de jeu de rôle sur table devant public dans le contexte du festival Mondial des jeux Loto-Québec 2017. La première concernait une thématique Harry Potter et la seconde une série télévisée québécoise culte Dans une galaxie près de chez vous. En 2018, une partie de Donjons et Dragons a aussi été conduite sur scène, mais cette fois avec des festivaliers volontaires. 4 joueurs à la fois, ceux-ci ont tour à tour contribué à faire progresser le scénario particulièrement meurtrier de Pierre-Louis Renaud. À chaque décès de personnage, la fiche de personnage pré-généré fût déchirée.
Depuis septembre 2018, Es-Tu Game? diffuse sur Youtube des séances préenregistrées sans public du jeu de rôle de la 5e édition de Vampire : The Masquerade. Les membres d’Es-tu Game? (Pierre-Louis Renaud, Benjamin Déziel et Ann-Catherine Choquette) sont accompagnés de l’humoriste Charles Beauchesne. Pierre-Louis Renaud est également l'hôte sur cette même chaîne Youtube d'une liste de vidéos de conseils pour bien mener des parties de jeu de rôle.

#### Podcast
Le podcast Les Aventureux est une émission radiophonique diffusé en ligne depuis 2015 à l'initiative d'Étienne Harvey. L'équipe commente l'actualité des jeux de rôle, développe des dossiers thématiques, donne des conseils de jeu et diffuse des parties enregistrées.
Stéphane Thériault présente également un podcast intitulé Jeux de Rôle: Le Zen des Campagnes à Long Terme, où il discute des différents aspects d'une campagne de jeux de rôle pouvant s'étirer sur plusieurs mois ou années.

#### Chaînes YouTube
Dès l'apparition de YouTube mais surtout à partir de 2013 un mouvement de vloggeurs québécois commence à apparaître, discutant et échangeant sur divers aspects du hobby.

### Paniques morales des années 1980 et 1990
La fugue de l'adolescent James Dallas Egbert III a eu un certain écho au Québec et elle a été tout de suite associée au jeu Donjons et Dragons « une sorte de jeu de cache-cache pour adultes, aux règles très compliquées. » Les années 1980 et 1990 ont vu ensuite une série de paniques morales associant la pratique du jeu de rôle au suicide, au satanisme ou à la confusion réalité et fiction.
Malgré une description plutôt bienveillante des pratiquants de ce passe-temps, les quotidiens mentionnaient souvent les dérives ou la dimension marginale et « spéciale » des pratiquants,.

## Publications d'auteurs québécois
Dream Pod 9 est un éditeur montréalais qui publie des jeux de rôle en anglais et reconnu pour ses jeux Heavy Gear, Jovian Chronicles, Tribe 8 et Gear Krieg, qui utilisent un système de jeu hybride appelé Silhouette, adapté pour le jeu de rôle et le jeu de guerre (wargaming). Le jeu Tribe 8 se distingue par l'utilisation d'une version post-apocalyptique de Montréal (nommée Vimary, déformmation de "Ville-Marie") comme prémisse.
Pendelhaven est une maison d'édition anglophone, connue entre autres pour le jeu Fate of the Norns d'Andrew Valkauskas.
Le supplément pour Vampire: The Masquerade intitulé Montreal by Night a été écrit par trois auteurs québécois qui ont ensuite continué leur carrière dans le jeu vidéo: Phillipe R. Boulle, Joshua Mosquiera-Asheim, Lucien Soulban,.
SteamLogic est un éditeur qui a publié un jeu nommé Mechanical Dream (en). La compagnie a aussi collaboré avec Dream Pod 9 sur la traduction en français de Tribe 8. La compagnie a fermé ses portes en 2005.
Studio Mammouth est un éditeur anciennement présent à Verdun qui a fermé ses portes en 2008. Connu pour Hex, R.O.B.O:T, Réalités et Wuxia, leur gamme de produits a été reprise par les Éditions Icare, en France.
Silence Indigo a publié Les chroniques d'Erdor, écrit pas Erick-Noël Bouchard (Dans les entrailles de..., Défenseurs du Québec, Joseph Bovin: le jeu de rôle qui sent l'étable, 4891, l’ère des machines).
Du côté francophone, les Productions Windrose ont publié en 2014 la première édition de l’univers de S.P. Langley, Courant fractal : un monde, une histoire, un jeu de rôle. La page couverture et la page centrale de cette œuvre ont été dessinées par Nicolas Francoeur, concept artist senior chez Eidos. Une deuxième édition, à couverture rigide, a été lancée en 2015 et s’est ensuivi de quatre autres publications : Le sketchbook (2015), Le bestiaire (2017) ainsi que deux campagnes de jeu (Le mystère des Blodev [2016] et Le sentier de la guerre [2017]) signées par le journaliste/écrivain David Riendeau.
En 2017 et 2018, S.P. Langley et les Productions Windrose figurent parmi les invités du Comiccon de Montréal.
S.P. Langley et Courant fractal se sont notablement valu l’honneur de paraître dans un article du quotidien La Presse ainsi que de faire la une du journal Le Courrier du Sud.
Plusieurs autres auteurs Québécois indépendants ou petites maisons d'édition ont aussi produit ou sont en train de produire des jeux de rôles: Dominik Marchand (La Quête de l'Aube, Le Témoin, Bas les masques, Fragments), Pilule Rouge Jdr (Omniscience, ainsi que les futurs projets Arpenteurs et Quand vient la nuit), Alexandre Poitras (Bûcherons et loup-garous), MontréalJeux (Le journal du raconteur), Patrick Loranger (Technotron), Gnome Archiviste (LVL0, Bamboo n' Bones), Daniel Bonin (qui a écrit Les Terres d'Amarande), Raspailou encore la chaîne Coup Critique (Ascendant, il s'adapte à ta respiration).
Le sociofinancement fait également une percée au Québec: on y trouve notamment le jeu Les chercheurs d'un nouvel âge, de Obsession RPG Studio, Uncharted Worlds de Sean Gomes, Chronicles of Arkelon et Genedusk.

## Recherche universitaire québécoise sur le jeu de rôle
Cette section ne s'appuie pas, ou pas assez, sur des sources secondaires ou tertiaires indépendantes du sujet. Le texte peut contenir des analyses inexactes ou inédites de sources primaires.
Pour l'améliorer, ajoutez-en, ou placez des modèles {{Source secondaire souhaitée}} ou {{Source secondaire nécessaire}} sur les passages mal sourcés. (janvier 2025)
La première conférence en milieu universitaire sur le jeu "Donjons et Dragons" a eu lieu à l'Université Laval le 4 novembre 1982.
Le 2 novembre 2018, une journée d'étude Donjons & Données probantes sur le jeu de rôle sur table a été organisée par Sébastien Savard. Elle rassemblait 10 chercheurs de 7 universités québécoises et une trentaine de participants. Les recherches présentées provenaient des disciplines de la littérature, du design, de l'anthropologie, de la psychologie et de l'éducation. Une exposition universitaire et un atelier de contribution Wikipédia ont été associés à cette journée d'étude.
En 2018, les Productions Windrose et Martin Hébert, du département d’anthropologie de l’Université Laval, débutent une collaboration de recherche portant sur la création participative de mondes à travers le jdr . Ils s'intéressent en particulier au rôle des objets imaginés et physiques dans ce processus, utilisant une méthode passant par la fabrication d’artéfacts issus du monde de Courant fractal, exposés pour la première fois lors du Comiccon de Montréal 2018. Le 2 octobre 2018, le créateur S.P. Langley et l’historien Martin Destroismaisons sont invités à l’Université Laval dans le cadre du séminaire de doctorat Anthropologie et fiction. Il y est question de récit collaboratif, de construction de mondes, de production d’histoires par les joueurs et cohérence avec l’univers en tenant compte de l’intention du jeu et de ses concepteurs. En novembre 2018, un premier article issu de ce projet parait dans les Cahiers ReMix.

## Le Québec dans les jeux de rôle

### Dans le genre horreur
En 1996, la ville de Montréal a servi de cadre à la campagne Horror's Hearth : A Short Call of Cthulhu Campaign in Montréal du jeu L'Appel de Cthulhu . Cette campagne a lieu en 1923, en même temps que la Prohibition aux États-Unis, et met en scène des loups-garoux, un Grand Ancien (Chaugnar Faugn), des sectateurs et la mafia locale.
Le supplément Nouvelle France (2005) présente la colonie dans le contexte du jeu Mousquetaires de l'ombre, où des mousquetaires se trouvent chargés de pourchasser des extraterrestres. Le supplément New France (2011) du jeu Colonial Gothic détaille également un Québec pseudo-historique avec des sociétés secrètes et des éléments de fantastique.
Le jeu Colonial Gothic: À l'est d'Eden (2017) est une adaptation française du jeu Colonial Gothic, mais déplacé dans la colonie française de la Nouvelle France des années 1750. Bien qu'il demeure ancré sur le surnaturel et l'horreur, il est davantage orienté sur la mythologie amérindienne que sur la sorcellerie et les sociétés secrètes.

### Dans le genre cyberpunk
Dans le monde fictionnel de Shadowrun, développé en 1989, la République du Québec est un pays socialiste et indépendant depuis 2010. La seule langue officielle est le Français (ses habitants sont à 77 % francophones et à 42 % anglophones) mais depuis l'an 2062, pour ouvrir ses portes au commerce, la république accepte l'anglais comme langue d'affaire officielle,,.
Dans le jeu français Heavy Metal de Twardowski et Croc (1991), la Province Autonome du Québec est une république autonome de 7 millions d'habitants depuis 1993 avec une mégapole nommée Québecville. La nature y est «en bonne santé, ce qui provoque un afflux massif de touristes.»
Ianus Games, maintenant Dream Pod 9 (voir section Publications d'auteurs québécois) a publié plusieurs suppléments pour la gamme Cyberpunk. L'un d'entre eux, King of the Concrete Jungle, contient une aventure prenant place à « Neo-Montréal ».

### Dans le genre science-fiction
Dans le jeu Tigres Volants, la Principauté du Québec est une monarchie constitutionnelle indépendante du Royaume du Canada. Elle est dirigée par sa majesté Philibert II de Bourbon-Courttinville, un prince de la lignée des Bourbons. Les citoyens anglophones sont considérés comme citoyens de seconde classe. « Le Québec est surtout la nation des constructions financières floues, des Fondations opaques et des coups tordus, la Monaco nord-américaine. Mafias et financiers s’y côtoient (...) ».
Dans le jeu Trinity, dont la première édition a été publiée en 1997, le Québec est devenu indépendant en 2055 et a formé une alliance avec les États-Unis dans la guerre contre le Canada et le Mexique,.
Dans le jeu Rifts, le Québec Libre (Free Quebec) est un état militarisé indépendant. Robotech, également publié par Palladium Books, mentionne brièvement la Belle Province.
Dans le jeu Tribe 8 (en) (1998), l’univers du jeu se situe dans un Montréal post-apocalyptique appelé Vimary (se référant à « Ville-Marie », le nom d’origine de Montréal). Les lieux décrits sont des références directes à la géographie actuelle de la ville. Par exemple, l'île de Hom est située sur l'emplacement de l'Expo Terre des hommes sur l'île Sainte-Hélène. De même, il reste un squelette du stade olympique ou encore la portion est de la ligne orange du métro devenue un canyon.
Dans la traduction française du jeu Hawkmoon (1988), Kébec et Vanker (pour Vancouver) sont les deux seules villes et terre habitées de Kanda du monde post-apocalyptique du Tragique Millénaire.

### Dans les jeux de style narratif ("story games")
Poutine, d'Adam Robichaud, est un jeu de langue anglaise disponible gratuitement en ligne. L'action se situe autour d'un restaurant et se concentre sur les relations entre les habitants d'une petite ville anonyme du Québec.